# Epilampra catharina
Epilampra catharina är en kackerlacksart som först beskrevs av Robert Walter Campbell Shelford 1910.  Epilampra catharina ingår i släktet Epilampra och familjen jättekackerlackor. Inga underarter finns listade i Catalogue of Life.